# Conflito da Transnístria
O conflito da Transnístria (em romeno:  Conflictul din Transnistria) é um conflito congelado em curso entre a Moldávia e o estado não reconhecido, Transnístria. Sua fase mais ativa foi a Guerra da Transnístria, que terminou com uma vitória da Transnístria apoiada pela Rússia. Houve várias tentativas de resolver o conflito, embora nenhuma tenha sido bem-sucedida. O conflito pode ser considerado como tendo começado em 2 de setembro de 1990, quando a Transnístria fez uma declaração de soberania da Moldávia (então parte da União Soviética ). Em 2022, quando a Ucrânia foi invadida pela Rússia, surgiram temores de que a Moldávia também poderia ser atacada a partir da região ucraniana de Odessa.